# Ghanezen in Nederland
Met Ghanezen in Nederland worden in Nederland wonende Ghanezen, of Nederlanders van Ghanese afkomst aangeduid. Volgens het Centraal Bureau voor de Statistiek (CBS) woonden er op 1 januari 2020 zo'n 25.453 Nederlanders met een Ghanese migratieachtergrond in Nederland. De werkelijke aantallen zijn hoogstwaarschijnlijk hoger, aangezien migranten zonder papieren niet worden opgenomen in de statistieken van het CBS. De migratie van Ghana naar Nederland begon eind jaren tachtig. De meeste Ghanezen wonen in de grote steden van Nederland, vooral Amsterdam is een belangrijke woonplaats. Amsterdam-Zuidoost heeft een grote Ghanese gemeenschap en kent verschillende Ghanese organisaties, zoals kerkgenootschappen.

## Bekende Nederlanders van Ghanese komaf
- Elton Acolatse (1995), voetballer
- Derek Agyakwa (2001), voetballer
- Delaila Amega (1997), handbalster
- Jamal Amofa (1998), voetballer
- Emmanuel Ohene Boafo (1993), acteur
- Pelé van Anholt (1991), voetballer
- Kenneth Aninkora (1998), voetballer
- Akwasi Owusu Ansah (1988), rapper, acteur en dichter
- Rodney Antwi (1995), voetballer
- Mitch Apau (1990), voetballer
- Amma Asante  (1972), politica
- Akwasi Asante (1992), voetballer
- Fred Benson (1984), voetballer
- Endy Opoku Bernadina (1995), voetballer
- Kwasi Boachi (1827-1904), ingenieur
- Myron Boadu (2001), voetballer
- Emmanuel Boakye (1985), voetballer
- Bokoesam (1992), rapper
- Brian Brobbey (2002), voetballer
- Don Ceder (1989), advocaat en politicus
- Frank Wiafe Danquah (1989), voetballer
- Erixon Danso (1989), voetballer
- Dereck Darkwa (2000), voetballer
- Memphis Depay (1994), voetballer
- Manny Duku (1992), voetballer
- Alfons Fosu-Mensah (1994), voetballer
- Timothy Fosu-Mensah (1998), voetballer
- Frenna (1991), rapper en zanger
- Jeremie Frimpong (2000), voetballer
- Christian Gyan (1978-2021), voetballer
- Edwin Gyasi (1991), voetballer
- Veronica van Hoogdalem (1989), presentatrice
- Quentin Jakoba (1987), voetballer
- Patrick Joosten (1996), voetballer
- Johan Kappelhof (1990), voetballer
- Cab Kaye (1921-2000), jazzmusicus, bandleider, entertainer, drummer, gitarist, pianist, songwriter en zanger
- Derrick Luckassen (1995), voetballer
- Kevin Luckassen (1993), voetballer
- Elvis Manu (1993), voetballer
- Ibad Muhamadu (1982), voetballer
- Johnatan Opoku (1990), voetballer
- Rene Osei Kofi (1991), voetballer
- Georgina Kwakye (1979), presentatrice, actrice, model en televisieproducente.
- Quincy Owusu-Abeyie (1986), voetballer
- Leeroy Owusu (1996), voetballer
- Robin Polley (1998), voetballer
- Mr. Probz (1984), zanger, rapper en producer
- Samira Rafaela (1989), voetballer
- Terry Lartey Sanniez (1996), voetballer
- Jeffrey Sarpong (1988), voetballer
- Kevin Tano (1992), voetballer